# Suresh Kumar
Suresh Kumar (* 1. Juli 1991) ist ein indischer Leichtathlet, der im Langstreckenlauf antritt.

## Sportliche Laufbahn
Erste internationale Erfahrungen sammelte Suresh Kumar 2010 bei den Juniorenasienmeisterschaften in Hanoi, bei denen er im 10.000-Meter-Lauf in 31:53,68 min die Goldmedaille gewann. Damit qualifizierte er sich für die Juniorenweltmeisterschaften in Moncton, bei denen er in 29:40,07 min den siebten Platz belegte. Bei den Commonwealth Games in Neu-Delhi erreichte er in 29:49,74 min Rang elf und wurde bei den Asienspielen in Guangzhou in 28:59,98 min Achter. Im Jahr darauf klassierte er sich bei den Asienmeisterschaften in Kōbe in 29:37,62 min auf Rang fünf über 10.000 Meter und belegte im 5000-Meter-Lauf in 14:05,64 min den sechsten Platz. 2014 nahm er erneut an den Asienspielen in Incheon teil und wurde dort in 28:58,22 min Fünfter über 10.000 Meter sowie in 13:42,28 min Neunter über 5000 Meter. 2016 gewann er bei den Südasienspielen in Guwahati in 14:02,70 min die Silbermedaille über 5000 Meter und musste sich dabei nur seinem Landsmann Man Singh geschlagen geben. Auch über 10.000 Meter gewann er in 29:20,49 min die Silbermedaille hinter seinem Landsmann Thonakal Gopi. Drei Jahre später siegte er bei den Südasienspielen in Kathmandu in 29:33,61 min über 10.000 Meter.
2019 wurde Kumar indischer Meister im 10.000-Meter-Lauf.

## Persönliche Bestzeiten
- 5000 Meter: 13:42,28 min, 27. September 2014 in Incheon
- 10.000 Meter: 28:58,22 min, 2. Oktober 2014 in Incheon